# Clásico Raúl y Raúl E. Chevalier
El Clásico Raúl y Raúl E. Chevalier es una carrera clásica de caballos que se disputa en el Hipódromo de San Isidro, sobre pista de césped y convoca a potrillos de 2 años, sobre la distancia de 1400 metros. Está catalogado como un certamen de Grupo 2 en la escala internacional y es parte del proceso selectivo de productos.
Se realiza en el mes de abril, en la misma reunión que su similar para potrancas denominado Clásico Eliseo Ramírez.
De vasta historia, el Chevalier se disputó por primera vez en 1888 con el nombre de Competencia. Luego, a la muerte de Raúl Chevalier -dirigente del Haras Ojo de Agua- comenzó a denominarse Raúl Chevalier. Años después, ante la desaparición de Raúl, hijo del anterior, la prueba cobró su nombre actual.
Desde 2014, esta prueba sufrió la degradación de gran premio de Grupo 1 a premio clásico de Grupo 2, en la escala internacional.

## Últimos ganadores del Chevalier
| Año  | Ganador              | País | Jockey               | País | Padre            | País | Madre           | País | Criador                             | Caballeriza        | Colores            |
| ---- | -------------------- | ---- | -------------------- | ---- | ---------------- | ---- | --------------- | ---- | ----------------------------------- | ------------------ | ------------------ |
| 2025 | Drive Joy            |      | Martín Valle         |      | Fortify          |      | Zip Drive       |      | Haras Firmamento                    | Firmamento         |                    |
| 2024 | Earth God            |      | Francisco Gonçalves  |      | Cosmic Trigger   |      | Earthshine      |      | Haras Abolengo                      | Grupo 4            |                    |
| 2023 | Rio Maggio           |      | Eduardo Ortega Pavón |      | Winning Prize    |      | Glowing Eye     |      | Haras Comalal                       | Stud NJB           |                    |
| 2022 | Lawson               |      | Eduardo Ortega Pavón |      | Le Blues         |      | La Ñacanina     |      | Haras El Paraíso                    | Santa Rita         |                    |
| 2021 | Irwin                |      | William Pereyra      |      | Seek Again       |      | Irwina          |      | Haras Carampangue                   | Volver Al Futuro   |                    |
| 2020 | No hubo por pandemia |      |                      |      |                  |      |                 |      |                                     |                    |                    |
| 2019 | Boecio               |      | Francisco Gonçalves  |      | Suggestive Boy   |      | Bella Italia    |      | Haras Cachagua y Haras Pozo de Luna | Pozo de Luna       | Horse racing silks |
| 2018 | Polarized            |      | Gerónimo García      |      | Lingote de Oro   |      | Polarizada      |      | Haras Abolengo                      | El Habilidoso      | Horse racing silks |
| 2017 | Puerto Real          |      | Fabricio Barroso     |      | Pure Prize       |      | Posera          |      | Haras Carampangue                   | Triunvirato        | Horse racing silks |
| 2016 | Missile Top          |      | Eduardo Ortega Pavón |      | Cima de Triomphe |      | Missy Pussycat  |      | Haras Orilla del Monte              | Mi Martincito      | Horse racing silks |
| 2015 | Bay Orp              |      | Francisco Gonçalves  |      | Orpen            |      | China Bay       |      | Ramiro Sotomayor                    | La Perlita         | Horse racing silks |
| 2014 | Brilla El Rey        |      | Mario Fernández      |      | Star Dabbler     |      | Miss Reina      |      | Haras Avanti                        | Haras Avanti       | Horse racing silks |
| 2013 | Forza Key            |      | Juan Cruz Villagra   |      | Key Deputy       |      | For Me Cat      |      | Haras El Alfalfar                   | El Alfalfar        | Horse racing silks |
| 2012 | Winning Prize        |      | Jorge Ricardo        |      | Pure Prize       |      | Winning Ways    |      | Haras de La Pomme                   | Los Nelson         | Horse racing silks |
| 2011 | Suggestive Boy       |      | Edwin Talaverano     |      | Easing Along     |      | Suffrage        |      | Haras Futuro                        | Haras Pozo de Luna | Horse racing silks |
| 2010 | Phone Time           |      | Juan Carlos Noriega  |      | Gilded Time      |      | Shiny Happy     |      | Est. de Montas La Mission           | Haras Anderson     | Horse racing silks |
| 2009 | Interaction          |      | Horacio Karamanos    |      | Easing Along     |      | Inter Rails     |      | Haras Futuro                        | Haras Futuro       | Horse racing silks |
| 2008 | Don Misil            |      | Julio César Méndez   |      | Mutakddim        |      | Milonga Querida |      | Haras San Benito                    | San Benito         | Horse racing silks |
| 2007 | Cuestión de Honor    |      | Jacinto Herrera      |      | Honour and Glory |      | Qué Ilusión     |      | Haras Río Claro                     | Juris Palú         | Horse racing silks |
| 2006 | Husson               |      | Gustavo Calvente     |      | Hussonet         |      | Villa Elisa     |      | Haras Firmamento                    | Gladiador          | Horse racing silks |
| 2005 | Best Bob             |      | Gustavo Calvente     |      | Lode             |      | Gem Bob         |      | Haras de La Pomme                   | Cris-Fer           | Horse racing silks |
| 2004 | Forty Mirage         |      | Luis Comas           |      | Roar             |      | Shy Mirona      |      | Haras La Biznaga                    | Rincón de Piedra   | Horse racing silks |
| 2003 | Emergente            |      | Pablo Falero         |      | Salt Lake        |      | Early Princess  |      | Haras Vacación                      | Bingo Horse        | Horse racing silks |
| 2002 | Rodeno               |      | Pablo Falero         |      | Roy              |      | Ráfaga          |      | Haras Vacación                      | Nadina             | Horse racing silks |
| 2001 | El Expresivo         |      | Fabián Rivero        |      | Candy Stripes    |      | Express Way     |      | Haras Avourneen                     | Mis Coloradas      | Horse racing silks |
| 2000 | Lord Jim             |      | Cristian Quiles      |      | Lode             |      | Clavija         |      | Suc. de César Pasarotti             | Don Yeye           | Horse racing silks |